# Kristina Clonan
Kristina Clonan (* 13. April 1998 in Maryborough) ist eine australische Radrennfahrerin.

## Sportlicher Werdegang
Clonan betrieb in ihrer Jugend zunächst Leichtathletik und nahm an nationalen Wettkämpfen teil; Radfahren diente ihr dabei als Ausgleichssport. Durch ihren Trainer ermutigt, wandte sie sich schließlich diesem Sport zu, wobei sie zunächst im Straßenradsport und Ausdauer-Wettkämpfen auf der Bahn aktiv war. 2015 war sie australische Junioren-Meisterin im Straßenrennen, 2016 holte sie eine Bronzemedaille bei der Bahn-Junioren-WM im Scratch.
In der U23 verfolgte sie diese Karriere weiter. Auf der Straße war sie 2017 und 2018 mit der Nationalmannschaft in der Women’s Tour Down Under unterwegs sowie 2019 bei einigen Rennen in Europa. 2018 wurde sie australische U23-Meisterin im Kriterium. Auf der Bahn holte sie je zwei ozeanische und australische Meistertitel in Ausdauer-Disziplinen wie Madison und Mannschaftsverfolgung. Im Oktober 2018 gelang ihr ein Erfolg von internationaler Tragweite als Mitglied der australischen Mannschaft, die in der Mannschaftsverfolgung das Weltcup-Rennen von Saint-Quentin-en-Yvelines gewann.
Ein Wendepunkt in ihrer Karriere kam, als sie vom Verband nicht für die Olympischen Spiele 2020 ausgewählt wurde, für die sich Australien in der Mannschaftsverfolgung qualifiziert hatte. Sie beschloss, von ihrer guten Beschleunigung Gebrauch zu machen und wechselte zu den Kurzzeit-Diszplinen auf der Bahn, womit sie zugleich ihre Karriere auf der Straße beendete. Ende 2020 hatte sie damit durchschlagenden Erfolg, als sie bei den australischen Meisterschaften alle vier Kurzzeit-Wettbewerbe gewann (Sprint, Keirin, Zeitfahren, Teamsprint). Sie entwickelte sich zur dominanten Sprinterin Ozeaniens und gewann von 2020 bis 2024 nicht weniger als 12 australische und 7 ozeanische Meistertitel. Ihr Trainingspensum, das sie am australischen Leistungszentrum in Adelaide absolvierte, musste sie dabei mit einem Nebenjob in einem Fahrradgeschäft sowie einem Studium der Immobilienwirtschaft an der Griffith University im 1500 Kilometer entfernten Brisbane verbinden, das sie erfolgreich abschloss. Über Ozeanien hinaus stach sie vor allem im Zeitfahren hervor, mit Goldmedaillen bei den Commonwealth Games 2022 und im Nations Cup 2022 von Milton sowie der Silbermedaille bei den Bahnradsport-Weltmeisterschaften 2023 hinter Emma Hinze.

## Erfolge

### Bahn
2016
 Weltmeisterschaften – Scratch (Junioren)
2017
 Ozeanien-Meisterin 2018 – Madison (mit Macey Stewart)
 Australische Meisterin 2018 – Madison (mit Macey Stewart)
 Ozeanien-Meisterschaften 2018 – Punktefahren, Mannschaftsverfolgung (mit Macey Stewart, Lauren Perry und Josie Talbot)
 Ozeanien-Meisterschaften 2018 – Einerverfolgung
2018
 Ozeanien-Meisterin 2019 – Mannschaftsverfolgung (mit Ashlee Ankudinoff, Georgia Baker und Macey Stewart)
 Australische Meisterin 2019 – Madison (mit Maeve Plouffe)
 Weltcup in Saint-Quentin-en-Yvelines – Mannschaftsverfolgung (mit Ashlee Ankudinoff, Georgia Baker und Macey Stewart)
2020
 Australische Meisterin – Sprint, Keirin, Zeitfahren, Teamsprint (mit Desree Barnes und Jacqui Mengler-Mohr)
2021
 Australische Meisterin – Sprint, Keirin, Zeitfahren
2022
 Ozeanien-Meisterin – Zeitfahren
 Australische Meisterin – Sprint, Keirin, Zeitfahren
 Nations Cup in Milton – Zeitfahren
 Commonwealth Games – Zeitfahren
 Ozeanien-Meisterschaften – Sprint, Keirin, Teamsprint (mit Breanna Hargrave und Alessia McCaig)
2023
 Ozeanien-Meisterin – Keirin, Zeitfahren, Teamsprint (mit Alessia McCaig und Molly McGill)
 Australische Meisterin – Sprint, Teamsprint (mit Molly McGill und Jacqui Mengler-Mohr)
 Weltmeisterschaft – Zeitfahren
 Ozeanien-Meisterschaft – Sprint
2024
 Ozeanien-Meisterin – Sprint, Keirin, Zeitfahren
 Weltmeisterschaft – Teamsprint (mit Alessia McCaig und Molly McGill)

### Straße
2015
 Ozeanienmeisterin – Straßenrennen (Junioren)
 Ozeanienmeisterschaften – Einzelzeitfahren (Junioren)
2018
 Australische Meisterin – Kriterium (U23)